# Чемпионат мира по волейболу среди женских клубных команд 2011
5-й чемпионат мира по волейболу среди женских клубных команд прошёл с 8 по 14 октября 2011 года в Дохе (Катар) с участием 6 команд. Чемпионский титул выиграла «Рабита» (Баку, Азербайджан).

## Команды-участницы
«Вакыфбанк ТюркТелеком» (Стамбул, Турция) — победитель Лиги чемпионов ЕКВ 2011;
«Чанг» (Бангкок, Таиланд) — победитель чемпионата Азии среди клубных команд 2011;
«Соллис Озаску» (Озаску, Бразилия) — победитель чемпионата Южной Америки среди клубных команд 2011;
«Кения Признс» (Найроби, Кения) — победитель Кубка африканских чемпионов 2011;
«Мирадор» (Санто-Доминго, Доминиканская Республика) — представитель NORCECA;
«Рабита» (Баку, Азербайджан) — по приглашению организаторов (2-й призёр Лиги чемпионов ЕКВ 2011).

## Система проведения чемпионата
6 команд-участниц на предварительном этапе были разбиты на две группы. 4 команды (по две лучшие из групп) вышли в плей-офф и по системе с выбыванием определили призёров чемпионата. За победу со счётом 3:0 и 3:1 команды пролучают по 3 очка, за победу 3:2 — 2, за поражения 2:3 — 1 очко. За поражения со счётом 0:3 и 1:3 очки не начисляются.

## Предварительный этап

### Группа A
| М | Команда                 | 1   | 2   | 3   | И | В     | П     | С/П | О |
| - | ----------------------- | --- | --- | --- | - | ----- | ----- | --- | - |
| 1 | «Вакыфбанк ТюркТелеком» |     | 3:0 | 3:0 | 2 | 2     | 0     | 6:0 | 6 |
| 2 | «Мирадор»               | 0:3 |     | 3:2 | 2 | 1 (1) | 1     | 3:5 | 2 |
| 3 | «Кения Признс»          | 0:3 | 2:3 |     | 2 | 0     | 2 (1) | 2:6 | 1 |

8 октября: «Вакыфбанк Тюрк Телеком» — «Мирадор» 3:0 (25:13, 25:19, 25:14).
10 октября: «Мирадор» — «Кения Признс» 3:2 (20:25, 20:25, 25:20, 26:24, 15:7).
12 октября: «Вакыфбанк ТюркТелеком» — «Кения Признс» 3:0 (25:13, 25:17, 25:10).

### Группа В
| М | Команда         | 1   | 2   | 3   | И | В | П | С/П | О |
| - | --------------- | --- | --- | --- | - | - | - | --- | - |
| 1 | «Рабита»        |     | 3:2 | 3:1 | 2 | 2 | 0 | 6:3 | 5 |
| 2 | «Соллис Озаску» | 2:3 |     | 3:1 | 2 | 1 | 1 | 5:4 | 4 |
| 3 | «Чанг»          | 1:3 | 1:3 |     | 2 | 0 | 2 | 2:6 | 0 |

9 октября: «Соллис Озаску» — «Чанг» 3:1 (25:17, 25:21, 24:26, 26:24).
11 октября: «Рабита» — «Чанг» 3:1 (25:19, 21:25, 25:15, 25:17).
12 октября: «Рабита» — «Соллис Озаску» 3:2 (25:12, 23:25, 25:18, 23:25, 15:6).

## Плей-офф

### Полуфинал
13 октября
«Вакыфбанк ТюркТелеком» — «Соллис Озаску» 3:0 (25:21, 25:19, 25:21)
«Рабита» — «Мирадор» 3:0 (25:15, 25:15, 25:8)

### Матч за 3-е место
14 октября
«Соллис Озаску» — «Мирадор» 3:0 (25:9, 25:13, 25:8)

### Финал
| 14 октября 2011 | \| «Рабита» (Баку) \| 3:0 fivb.org \| «Вакыфбанк ТюркТелеком» (Стамбул) \| \| Наташа Крсманович (7) Наталья Маммадова (12) Мира Голубович (6) Наташа Осмокрович (16) Саня Старович (7) Ирина Жукова (4) Сильвия Попович (л) \| Голы \| Гёзде Кырдар-Сонсырма (3) Малгожата Глинка (10) Озге Чемберджи-Кырдар (4) Бахар Токсой (10) Елена Николич (5) Кристиане Фюрст (6) Гизем Гюрешен (л) Гюльдениз Онал Нилай Оздемир Елена Устименко \| | Доха «Эспайр Лэйдис Спорт Холл» Зрителей: 2900 |
| Счёт по партиям — 25:15, 25:18, 25:9. Время матча — 1 час 10 минут. Судьи: Сусанн Родригес, Наср Шабаан                                       | | |
| «Рабита» (Баку) | 3:0 fivb.org | «Вакыфбанк ТюркТелеком» (Стамбул) |
| Наташа Крсманович (7) Наталья Маммадова (12) Мира Голубович (6) Наташа Осмокрович (16) Саня Старович (7) Ирина Жукова (4) Сильвия Попович (л) | Голы | Гёзде Кырдар-Сонсырма (3) Малгожата Глинка (10) Озге Чемберджи-Кырдар (4) Бахар Токсой (10) Елена Николич (5) Кристиане Фюрст (6) Гизем Гюрешен (л) Гюльдениз Онал Нилай Оздемир Елена Устименко |

## Итоги

### Положение команд
| «Рабита» (Баку)                   |
| «Вакыфбанк ТюркТелеком» (Стамбул) |
| «Соллис Озаску» (Озаску)          |
| 4. «Мирадор» (Санто-Доминго)      |
| 5—6. «Кения Признс» (Найроби)     |
| 5—6. «Чанг» (Бангкок)             |

### Призёры
«Рабита» (Баку) : Добриана Рабаджиева, Мадина Алиева, Наташа Крсманович, Ясна Майстрович, Сильвия Попович, Наталья Маммадова, Пелин Челик, Мира Голубович, Наташа Осмокрович, Кати Радцувайт, Саня Старович, Ирина Жукова. Главный тренер — Зоран Гаич.
  «Вакыфбанк ТюркТелеком» (Стамбул): Сонгюль Гюрсойтрак, Гёзде Кырдар-Сонсырма, Гизем Гюрешен, Нилай Оздемир, Елена Устименко, Малгожата Глинка, Айше-Мелис Гюркайнак, Озге Чемберджи-Кырдар, Гюльдениз Онал, Бахар Токсой, Елена Николич, Кристиане Фюрст. Главный тренер — Джованни Гуидетти.
  «Соллис Озаску» (Озаску): Ивна Марра, Лариса Соуза, Самара Алмейда, Аденизия Силва, Карине Соуза, Сильвана Папини, Ана Мария Гослинг, Ана Беатрис Корреа, Лея Силва, Элоиза Перейра, Жулиана Коста, Камила Брайт. Главный тренер — Луижомар Моура.

### Индивидуальные призы
MVP: Наташа Осмокрович («Рабита»)
Лучшая нападающая: Наташа Осмокрович («Рабита»)
Лучшая блокирующая: Аденизия Силва («Соллис Озаску»)
Лучшая на подаче: Бахар Токсой («Вакыфбанк ТюркТелеком»)
Лучшая на приёме: Наташа Осмокрович («Рабита»)
Лучшая связующая: Озге Чемберджи-Кырдар («Вакыфбанк ТюркТелеком»)
Лучшая либеро: Гизем Гюрешен («Вакыфбанк ТюркТелеком»)
Самая результативная: Наташа Осмокрович («Рабита»)